# Josef Epple

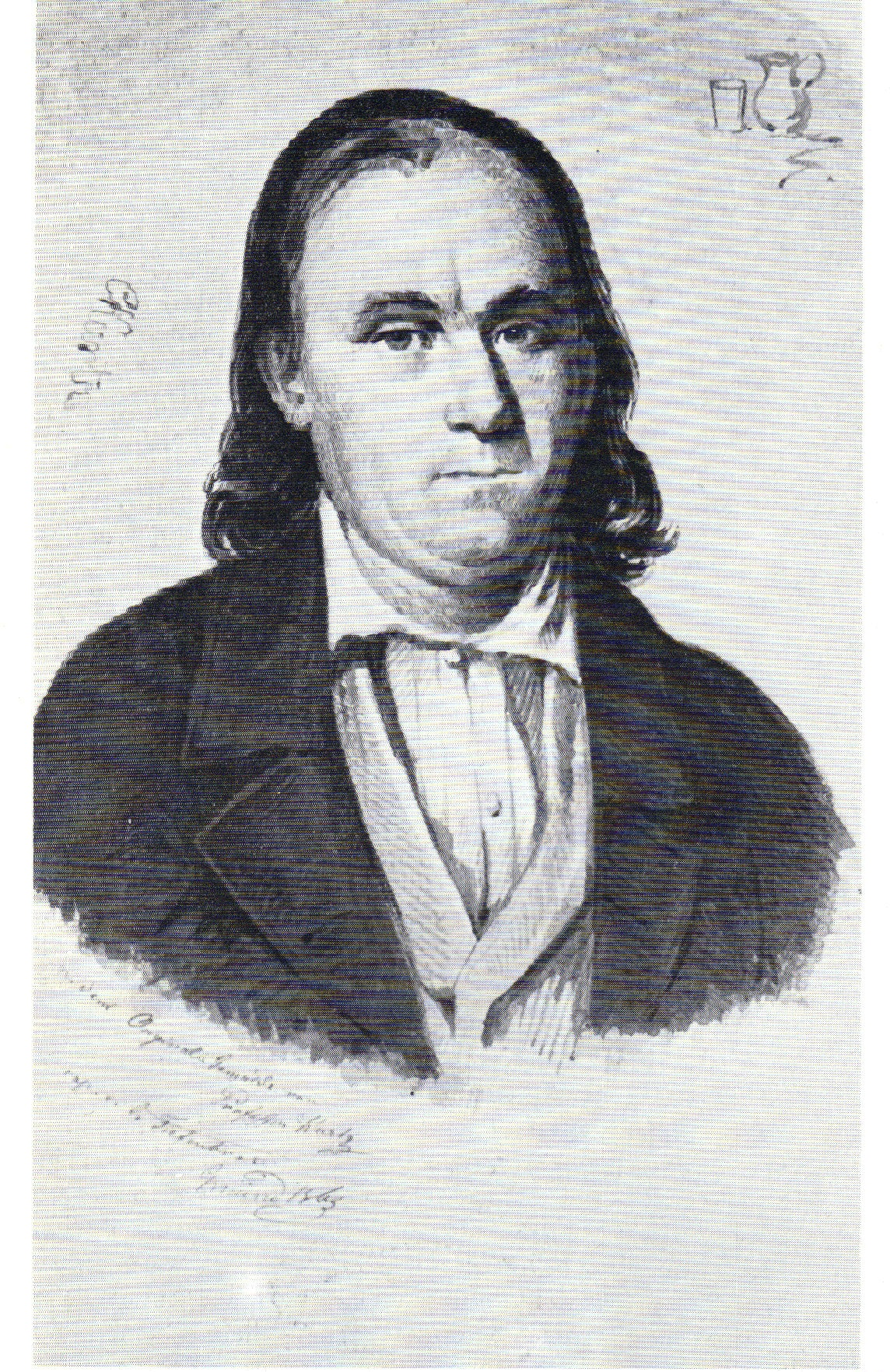
Josef Epple (1789–1846)

Franz Josef (Joseph) Epple (* 11. Mai 1789 in Biberach an der Riß; † 9. Dezember 1846 in Schwäbisch Gmünd) war ein Schullehrer und schwäbischer Dialektdichter.

## Leben
Seit 1810 lebte er in Schwäbisch Gmünd. Er verfasste eine Stadtchronik, die in Fortsetzungen in der lokalen Tageszeitung erschien.
Bekannt wurde er durch seine schwäbischen Dialektgedichte, die vor allem alltäglichen Begebenheiten galten.

## Werke (Auswahl)
- Vermischte Gedichte, 1821
- Eppeles Täppelesstück – Flugblätter zum Cannstatter Volksfest, 1830–1840
- Guet g'sait: Gmünder Mundartdichter gestern und heute (mit Texten von Josef Epple, herausgegeben von Rudolf Sauter), Einhorn-Verlag, Schwäbisch Gmünd 1985, ISBN 3-921703-64-6